# Bacalhau al pil pil

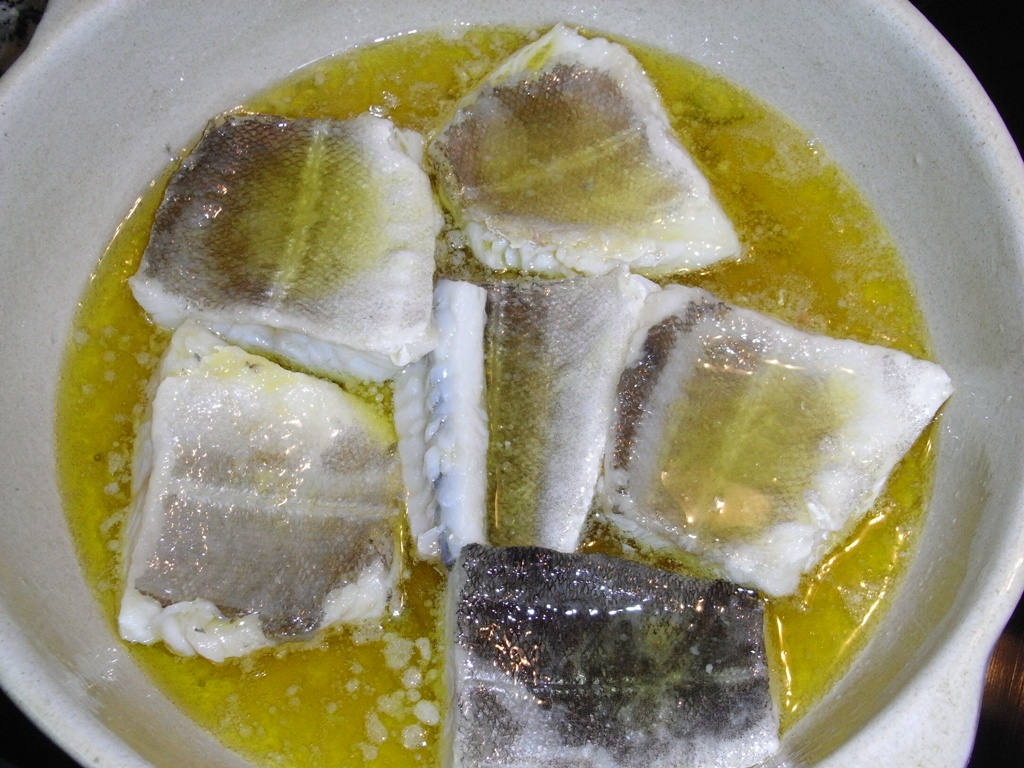
Bacalhau al pil-pil em preparação

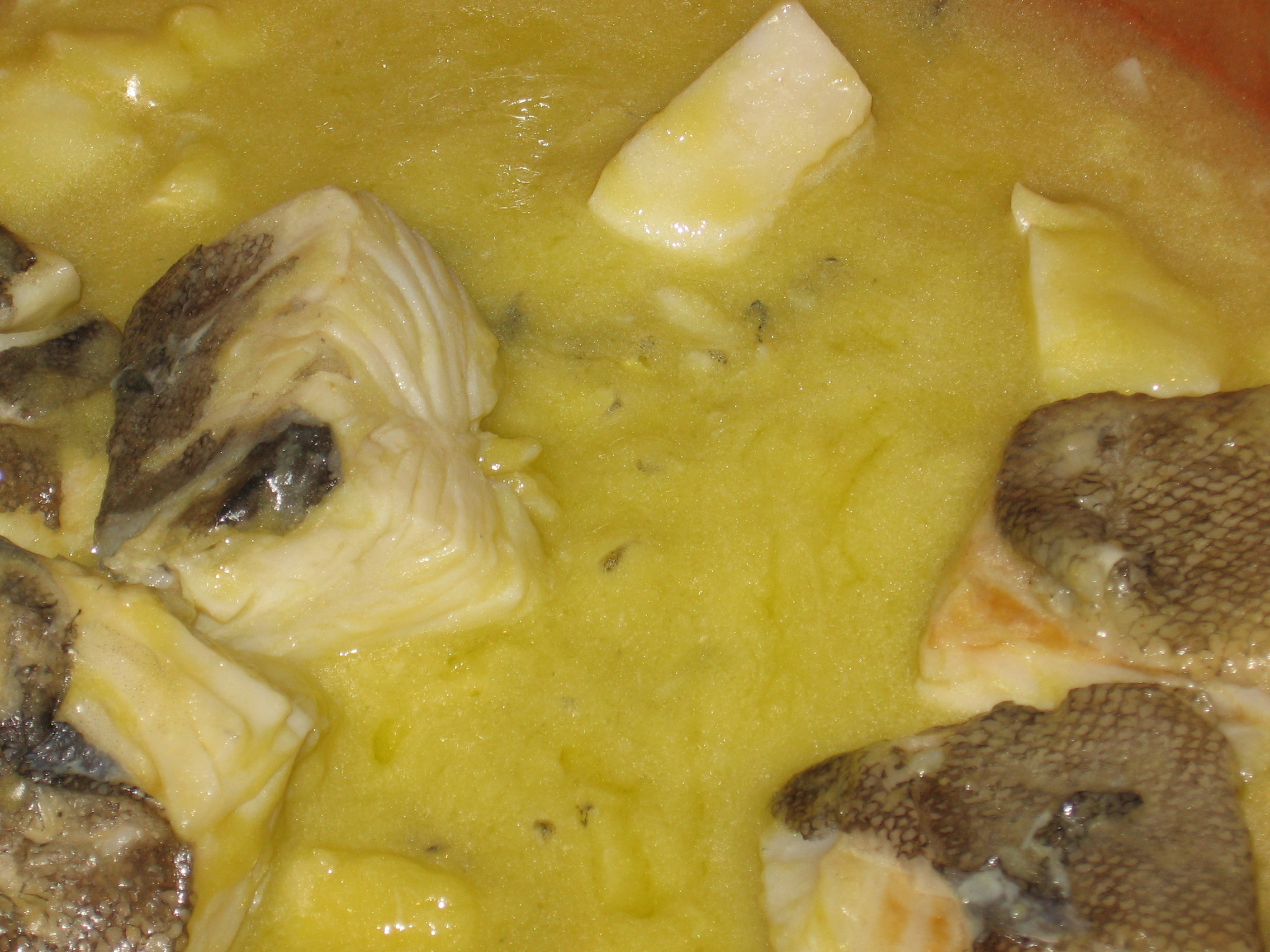
Prato pronto

O bacalhau al pil pil (em castelhano: Bacalao al pil pil; em basco: Bakailaoa pil-pilean) é um prato tradicional da  cozinha basca elaborado com quatro ingredientes básicos: bacalhau, azeite, alho e malagueta (guindilla).
Geralmente é cozinhado numa caçarola de barro, a qual depois vai à mesa para os comensais dela se servirem diretamente enquanto está quente. O nome pil pil vem do movimento giratório que se realiza na caçarola enquanto o molho de azeite se emulsiona com as proteínas do bacalhau. Atualmente existem máquinas que realizam este movimento "do pil pil". Outra etimologia razoável é que derive de pil-pel, que significa pimento.

## Características
O ingrediente principal é o bacalhau, o qual pode ser salgado, necessitando neste caso de ser demolhado durante 48 horas para perder parte do sal, mudando três vezes a água. O bacalhau é um peixe com baixo teor de gordura e rico em proteínas de alto valor biológico. Além do bacalhau, os únicos ingredientes necessários são o azeite e alhos. Estes ajudam a emulsionar o molho, sendo previamente fritos no azeite e retirados para serem usados mais tarde. O bacalhau é depois introduzido nesse azeite depois deste ter arrefecido. O azeite é imprescindível para elaborar o molho que acompanha o prato emulsionando-se com as gelatinas do peixe.
O bacalhau, bem seco, coze-se (nunca se frita) no azeite a uma temperatura entre 53 e 60ºC, uma técnica a que se chama "connfitar a baixa temperatura" e enquanto se coze, a caçarola deve ser movida para que o azeite se emulsione ("ligar o molho") e forme o molho de cor dourada.
Entre os cozinheiros deste prato existe uma polémica acerca da colocação do bacalhau na caçarola para ser cozido. Alguns defendem que o bacalhau deve começar por ser posto com a pele para cima durante cinco minutos, voltando-se e "fazendo o pil-pil em seguida. Outros defendem que o bacalhau deve estar com a pele para baixo nas primeiras fases e o pil-pil faz-se depois com a pele para cima. A discussão centra-se na melhor forma de extrair a gelatina do peixe e emulsioná-la para fazer o molho.

## Valor nutritivo
O conteúdo calórico é bastante elevado, pelo que deve ser consumido em doses moderadas por pessoas que tenham problemas com excesso de peso. Graças ao seu excelente sabor e ao uso de alhos e malaguetas no molho, não é necessário juntar sal, o que pode ser vantajoso para pessoas com hipertensão arterial ou que apresente problemas de retenção de líquidos.